# Musikjahr 1646
Liste der Musikjahre

◄◄ | ◄ | 1642 | 1643 | 1644 | 1645 | Musikjahr 1646 | 1647 | 1648 | 1649 | 1650 | ► | ►►

Weitere Ereignisse
Dieser Artikel behandelt das Musikjahr 1646.

## Ereignisse
- Februar: Roger de la Lorraine, Chevalier de Guise wird bei karnevalistischen Vorführungen in Florenz auf den komödiantisch begabten und Geige spielenden dreizehnjährigen Jean-Baptiste Lully aufmerksam und nimmt ihn mit Einverständnis der Eltern nach Frankreich mit.
- Erzherzog Ferdinand Karl übernimmt mit seiner Volljährigkeit 1646 die Regierungsgeschäfte seiner Mutter in Tirol, die diese seit dem Tod seines Vaters im Jahr 1632 ausgeübt hatte. Unter seiner Amtszeit wird die italienische Oper am Innsbrucker Hof zu einer europäischen Bedeutung gelangen.
- Luigi Rossi wird von Kardinal Jules Mazarin nach Paris eingeladen. Noch 1646 erhält er eine Anstellung am Pariser Hof.

## Instrumental- und Vokalmusik (Auswahl)
- Giovanni Battista Granata – Caprici armonici sopra la chittarriglia spagnuola..., Bologna
- Andreas Hammerschmidt – Musicalische Andachten, Teil IV
- Johann Michael Schall (Hrsg.) – Cantionale sacrum, Gotha

## Musiktheater
- Francesco Cavalli – La prosperità infelice di Giulio Cesare dittatore mit einem Libretto von Giovanni Francesco Busenello (verloren)
- Giacinto Andrea Cicognini – Il Celio

## Geboren

### Geburtsdatum gesichert
- 29. Juli: Johann Theile, deutscher Komponist und Musikpädagoge († 1724)

### Genaues Geburtsdatum unbekannt
- Juan de Araujo, peruanischer Komponist († 1712)

### Geboren um 1646
- Andreas Schneider, deutscher Orgelbauer († 1685)

## Gestorben

### Todesdatum gesichert
- 01. April (bestattet): Johann Vierdanck, deutscher Komponist (* 1605)
- 07. August: Niccolò Corradini, italienischer Organist und Komponist (* um 1585)
- 11. September: Johann Stobäus, preußischer Komponist (* 1580)
- 17. September: Erycius Puteanus, niederländischer Humanist, Musiktheoretiker und Lateinprofessor (* 1574)
- 24. September: Duarte Lobo, portugiesischer Komponist (* um 1565)
- 03. Oktober: Virgilio Mazzocchi, italienischer Kapellmeister und Komponist (* 1597)
- 29. November: Laurentius Paulinus Gothus, schwedischer lutherischer Theologe, Pfarrer und Kirchenlieddichter (* 1565)

### Gestorben um 1646
- Wojciech Dębołęcki, polnischer Komponist (* um 1585)